# Amin Sarr
Amin Sarr (Malmö, 11 de marzo de 2001) es un futbolista sueco que juega en la demarcación de delantero para el Hellas Verona F. C. de la Serie A.

## Trayectoria
Tras jugar como futbolista en las categorías inferiores del Malmö FF, finalmente hizo su debut con el primer equipo el 16 de julio de 2020 en un partido de la Allsvenskan contra el Östersunds FK, encuentro que finalizó con un resultado de 1-2. Su debut en competición internacional la hizo el 27 de agosto de 2020 contra el KS Cracovia en un encuentro de clasificación para la Liga Europa de la UEFA 2020-21.
La segunda mitad del año 2021 la jugó cedido en el Mjällby AIF. En 2022 volvió a Malmö, pero antes de acabar el mes de enero fue traspasado al S. C. Heerenveen. En un año en los Países Bajos consiguió anotar once goles en 35 partidos y el 30 de enero de 2023 fue vendido al Olympique de Lyon a cambio de 11 millones de euros. En Francia solo vio puerta en una ocasión y en el mes de agosto fue cedido al VfL Wolfsburgo por un millón de euros y una opción de compra por un valor de 13 millones más otros 500 000 € y un 10% de una plusvalía de un futuro traspaso. Dicha opción no se hizo efectiva y en agosto de 2024 fue prestado al Hellas Verona F. C.

## Clubes
| Club                         | País         | Año       | Partidos | Goles |
| ---------------------------- | ------------ | --------- | -------- | ----- |
| Malmö FF                     | Suecia       | 2020-2021 | 27       | 2     |
| Mjällby AIF (cedido)         | Suecia       | 2021      | 20       | 8     |
| S. C. Heerenveen             | Países Bajos | 2022-2023 | 35       | 11    |
| Olympique de Lyon            | Francia      | 2023      | 18       | 1     |
| VfL Wolfsburgo (cedido)      | Alemania     | 2023-2024 | 14       | 0     |
| Hellas Verona F. C. (cedido) | Italia       | 2024-     | 32       | 4     |

## Palmarés

### Títulos nacionales
| Título      | Club     | País   | Año  |
| ----------- | -------- | ------ | ---- |
| Allsvenskan | Malmö FF | Suecia | 2020 |
| Allsvenskan | Malmö FF | Suecia | 2021 |